# Šentvid v Podjuni
Šentvid v Podjuni (nemško St. Veit im Jauntal) je naselje v Občini Škocjan v Podjuni v Okraju Velikovec na Koroškem v Avstriji.